# Šumavské podhůří
Šumavské podhůří je geomorfologický celek na severovýchodním okraji Šumavské hornatiny. Rozprostírá se na ploše 2407 km² (je tak rozsáhlejší než česká část vlastní Šumavy) a má průměrnou nadmořskou výšku 634 m. Na západě a na jihu sousedí s Šumavou, na severu se Švihovskou vrchovinou a Blatenskou pahorkatinou, na východě s Českobudějovicku pánví a Novohradským podhůřím. Má charakter členité vrchoviny vrásno-zlomového původu s výraznou modelací selektivní eroze a denudace. Na jihovýchodě je tvořena širokými a oblými strukturními hřbety směru severozápad–jihovýchod. Kolmo na ně protékají hlavní toky podhůří Otava, Volyňka, Blanice a Vltava a vytvářejí hluboká až kaňonovitá údolí.

## Geologická stavba
Šumavské podhůří je tvořeno z rul, svorů a granulitů moldanubika.

## Geomorfologické podcelky
Podhůří se člení na šest geomorfologických podcelků (seřazeno od nejvyššího):
- Prachatická hornatina
- Českokrumlovská vrchovina
- Svatoborská vrchovina
- Vimperská vrchovina
- Strážovská vrchovina
- Bavorovská vrchovina

## Nejvyšší vrcholy
Celkem je v tomto geomorfologickém celku 7 tisícovek. Nejvyššími vrcholy jednotlivých podcelků jsou:
- Libín (1094 m n. m.) – Prachatická hornatina
- Plešný (1066 m n. m.) – Českokrumlovská vrchovina
- Kamenáč (990 m n. m.) – Svatoborská vrchovina
- Běleč (925 m n. m.) – Vimperská vrchovina
- Želivský vrch (770 m n. m.) – Strážovská vrchovina
- Stráž (701 m n. m.) – Bavorovská vrchovina